# Mladošovice
Mladošovice (en allemand : Mladoschowitz) est une commune du district de České Budějovice, dans la région de Bohême-du-Sud, en République tchèque. Sa population s'élevait à 420 habitants en 2023.

## Géographie
Mladošovice se trouve à 9 km au sud-ouest de Třeboň, à 11 km à l'est-sud-est de České Budějovice et à 108 km au sud-sud-est de Prague.
La commune est limitée par Libín au nord, par Jílovice à l'est et au sud, par Borovany au sud-ouest et par Ledenice à l'ouest.

## Histoire
La première mention écrite du village date de 1367.

## Galerie

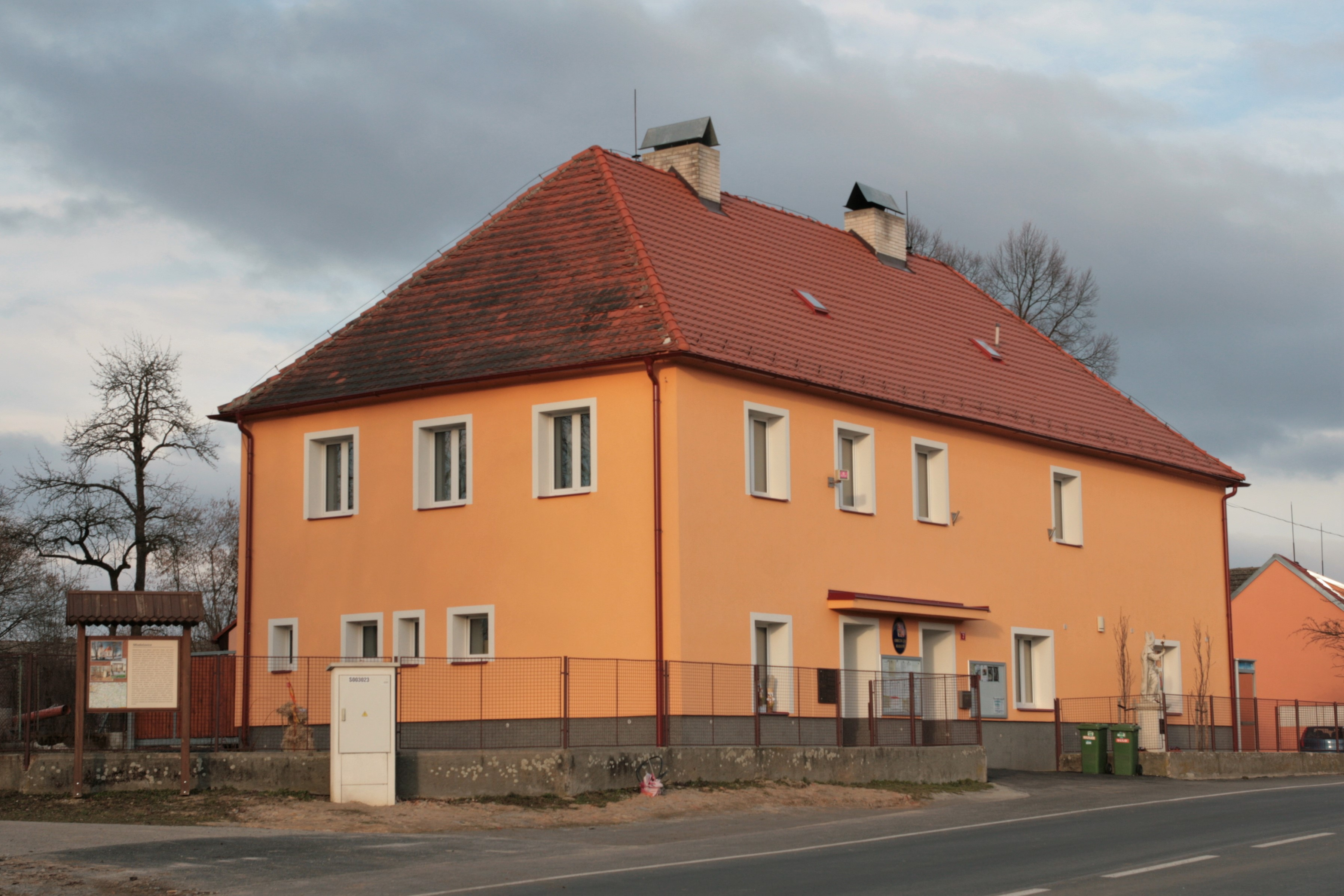
Mladošovice : la mairie.
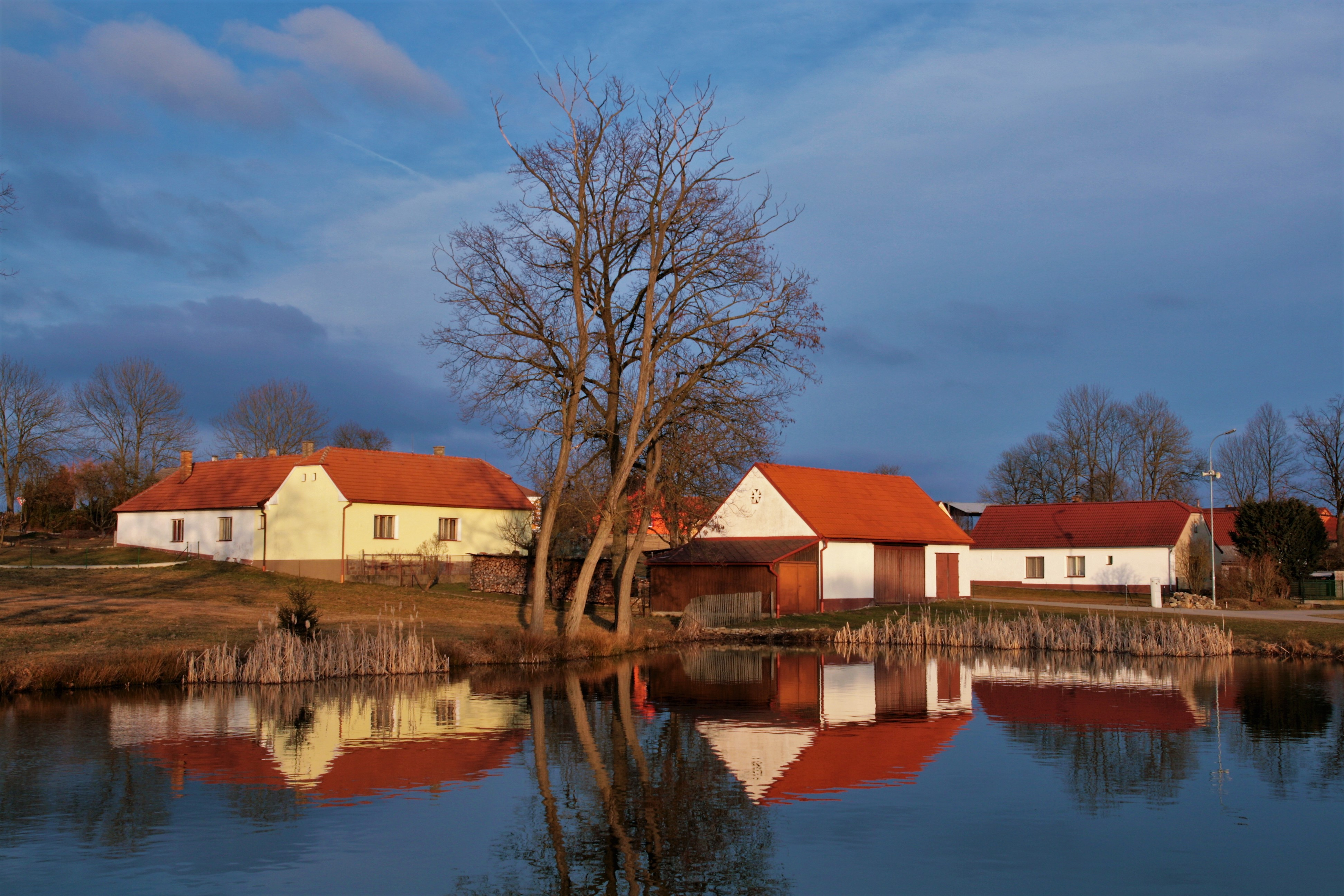
Étang de Mladošovice-Lhota.

## Transports
Par la route, Mazelov se trouve à 8,5 km du centre de Třeboň, à 24 km de České Budějovice et à 153 km de Prague.

## Source
- (cs) Cet article est partiellement ou en totalité issu de l’article de Wikipédia en tchèque intitulé « Mladošovice » (voir la liste des auteurs).